# 细脉木犀
细脉木犀（学名：Osmanthus gracilinervis）为木犀科木犀属下的一个种。